# Kluane Glacier
Kluane Glacier är en glaciär i Kanada.   Den ligger i territoriet Yukon, i den västra delen av landet, 4 400 km väster om huvudstaden Ottawa. Kluane Glacier ligger 1 919 meter över havet.
Terrängen runt Kluane Glacier är bergig åt nordväst, men åt sydost är den kuperad. Trakten runt Kluane Glacier är nära nog obefolkad, med mindre än två invånare per kvadratkilometer.. Det finns inga samhällen i närheten.
Trakten runt Kluane Glacier är permanent täckt av is och snö.